# Aspidogyne gigantea
Aspidogyne gigantea är en orkidéart som först beskrevs av Dodson, och fick sitt nu gällande namn av Paul Ormerod. Aspidogyne gigantea ingår i släktet Aspidogyne och familjen orkidéer. Inga underarter finns listade i Catalogue of Life.